# Josef Vrana

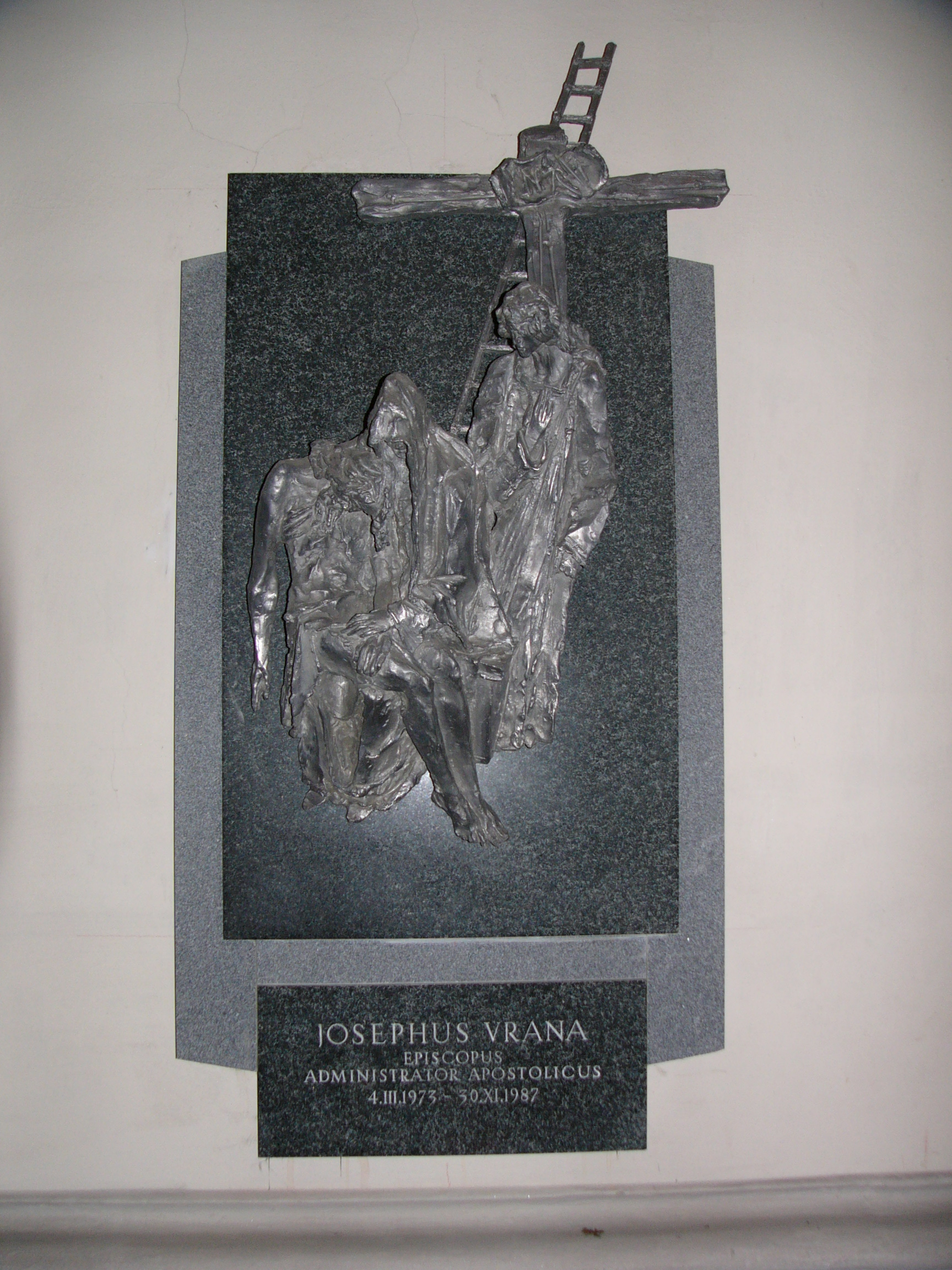
Grafsteen van Josef Vrana in hde St. Wenceslaus-kathedraal in Olomouc (Tsjechië)

Josef Vrana (Stříbrnice, 17 oktober 1905 - Olomouc, 30 november 1987) was een Tsjechisch rooms-katholiek geestelijke.
In 1928 werd hij priester gewijd. Van 1928 tot 1973 was hij pastoor van Olomouc. In 1971 werd hij voorzitter van de door de communistische overheid gesteunde organisatie Pacem In Terris ('Vrede op Aarde'), een beweging van "vredespriesters" die positief tegenover de communisten stonden. Vrana bleef tot zijn dood voorzitter van Pacem In Terris. In 1973 werd Vrana bisschop van Octabia en apostolisch administrator van Olomouc. 